# Ludovico I di Sayn-Wittgenstein
Ludovico I di Sayn-Wittgenstein detto il Maggiore, formalmente Ludovico I di Sayn, Conte in Wittgenstein (Bad Laasphe, 7 dicembre 1532 – Altenkirchen, 2 luglio 1605) governò la Contea di Wittgenstein, sulle alture dei fiumi Lahn e Eder, dal 1558 fino alla sua morte. Egli convertì la sua terra al calvinismo e fu un politico influente al servizio dell'Elettorato Palatino.

## Biografia
Egli era il sesto figlio di Guglielmo I, conte di Sayn-Wittgenstein (24 agosto 1488 - 18 aprile 1570) e della moglie, Giovannetta di Isenburg-Neumagen (n. 1500).
Egli ricevette la prima educazione presso il castello di Wittgenstein, dal vicario di Weidenhausen. Nel 1543, Ludovico e i suoi fratelli si recarono presso Colonia dove ricevettero l'istruzione superiore: egli imparò il greco e il latino, così come pure l'inglese, il francese, l'italiano e anche un po' di spagnolo. A partire dal 1545, Ludovico e due dei suoi fratelli studiarono all'Università di Lovanio, Parigi ed Orléans. Tra il 1553 e il 1556 egli compì il Grand Tour in Europa, visitando Padova, Malta, la Savoia, la Francia e l'Inghilterra. Per breve tempo funse da tesoriere per il Papa Pio IV. Fatto ritorno al castello di Wittgenstein nel 1556, Ludovico scoprì che il padre aveva introdotto moderatamente la religione luterana come religione di Stato. Egli studiò quindi la nuova fede e si convertì al luteranesimo.
L'anziano padre Guglielmo I aveva nominato il fratello maggiore di Ludovico, Guglielmo II, come suo reggente nel 1551. Nel 1558, però, Guglielmo II morì a Bruxelles e Ludovico I assunse la reggenza.
Il 14 agosto 1559 egli sposò la contessa Anna di Solms-Braunfels (1538 - 1565) nel castello di Dillenburg. La coppia trasferì la propria residenza dalla dimora avita del castello di Wittgenstein sulla cima di una collina che sovrastava Bad Laasphe a Berleburg, in quello che prima era un casino di caccia. Qui Ludovico iniziò a tenere un diario. La moglie Anna morì nel 1565. Due anni più tardi, nel 1567, Ludovico si risposò con la contessa Elisabetta di Solms-Laubach (1549 - 1599), figlia di Federico Magnus I, conte di Solms-Laubach.
Il conte Ludovico era stato cresciuto secondo il pensiero umanista. Corrispondeva frequentemente con i suoi contemporanei, specialmente con altri calvinisti. Viaggiò nei Paesi Bassi e fece visita alla tomba di Erasmo. Iniziò inoltre una fitta corrispondenza con altri studenti universitari dell'epoca; come risultato di questi scambi egli cominciò ad avvicinarsi alle idee del calvinismo. Nel 1568 si recò a Zurigo dove incontrò altri calvinisti con i quali avviò ulteriori contatti epistolari.
Tra il 1574 e il 1577 egli servì come Lord Grande Intendente presso la corte riformata dell'elettore palatino Federico III ad Heidelberg. Durante questo periodo egli svolse numerosi incarichi politici e incontrò inoltre molti studenti e teologi calvinisti. Quando il Palatinato ritornò al luteranesimo sotto l'elettore Ludovico VI il servizio ad Heidelberg di Ludovico I terminò.
Fece ritorno nella propria contea e portò con sé il riformatore Caspar Oleviano. Vennero emanati degli editti riformati nel 1563 e 1565, ma fu solo nel 1578 che la conversione alla fede riformata venne resa ufficiale, mettendo al bando altari e immagini religiose.
Ludovico di Wittgenstein fu amico del suo confinante, il conte Giovanni VI di Nassau-Dillenburg, anch'esso di fede riformata e della stessa età. Nel 1584 i due conti fondarono congiuntamente l'Accademia di Herborn. Dal 1592 al 1594 Ludovico tornò a prestare i propri servigi all'Elettore Palatino, dopo che si era nuovamente convertito al calvinismo.
Parti dei suoi lunghi diari sono conservati presso gli archivi principeschi di Berleburg e alcuni estratti vennero dati alle stampe nel XIX secolo. I suoi diari sono un'importante fonte di informazioni sul quadro intellettuale e politico della sua epoca. La sua fitta corrispondenza non è ancora stata completamente valutata dagli storici.

## Discendenti
Dal primo matrimonio, con Anna di Solms-Braunfels, nacquero:
1. Giovannetta (15 febbraio 1561 - 13 aprile 1622), fu la terza moglie di Giovanni VI, conte di Nassau-Dillenburg;
2. Giuliana (18 settembre 1562 - 13 gennaio 1563);
3. Giorgio II (30 aprile 1565 - 16 dicembre 1631), ereditò il Sayn-Wittgenstein-Berleburg; sposò in prime nozze Elisabetta di Nassau-Weilburg e in seconde nozze Maria Anna Giuliana di Nassau-Dillenburg.

L'unione con Elisabetta di Solms-Laubach produsse i seguenti eredi:
1. Agnese (18 aprile 1568 - 18 aprile 1617), sposò Giovanni Alberto I, conte di Solms-Braunfels;
2. Guglielmo III (14 marzo 1569 - 29 ottobre 1623), ereditò il Sayn-Wittgenstein-Hachenburg; sposò prima Anna Elisabetta di Sayn-Sayn e successivamente Anna Ottilia di Nassau-Saarbrücken;
3. Anna (11 febbraio 1570 - 9 luglio 1571);
4. Ludovico II (15 marzo 1571 - 14 settembre 1634), ereditò il Sayn-Wittgenstein-Wittgenstein e sposò Giuliana di Solms-Braunfels;
5. Corrado (5 maggio 1572 - 20 marzo 1573);
6. Federico Magnus (15 - 18 agosto 1574);
7. Maddalena (28 ottobre 1575 - 6 febbraio 1634), sposò il barone Guglielmo di Winneburg-Beilstein;
8. Eberardo (n. e m. 6 novembre 1576);
9. Anna Elisabetta (8 dicembre 1577 - 18 dicembre 1580);
10. Filippo (8 marzo 1579 - 10 novembre 1580);
11. Erika (31 maggio 1580 - 30 agosto 1657);
12. Elisabetta (25 agosto 1581 - 1600 circa), sposò Massimiliano, maresciallo di Pappenheim;
13. Giuliana (26 febbraio 1583 - 8 febbraio 1627), sposò Wolfango Ernesto I, conte di Isenburg-Büdingen-Birstein;
14. Gebardo (20 marzo 1584 - 22 agosto 1602);
15. Amalia (13 ottobre 1585 - 28 marzo 1633), sposò il conte Giorgio di Nassau-Dillenburg;
16. Bernardo (17 novembre 1587 - 14 marzo 1616);
17. Caterina (10 agosto 1588 - 19 maggio 1651), sposò Luigi Enrico, principe di Nassau-Dillenburg.